# Larry Wright
Larry Glenn Wright (Monroe, Luisiana, 23 de noviembre de 1954) es un exjugador y entrenador de baloncesto estadounidense que disputó 5 temporadas en la NBA y otras 5 en la liga italiana. Con 1,83 metros de altura, lo hacía en la posición de base.

## Trayectoria deportiva

### Universidad
Jugó durante tres temporadas con los Tigers de la Universidad Estatal de Grambling, en las que promedió 25,4 puntos y 3,7 rebotes por partido. En su primera temporada fue elegido como novato del año de la Southwestern Athletic Conference, y en las dos siguientes incluido en el mejor quinteto, ganando además el título de mejor jugador de la conferencia en 1976, en el año en el que ganaron el campeonato de la misma. Fue además incluido en dos ocasiones en el mejor quinteto de la NCAA Small College All-American, que elige a los mejores jugadores de las pequeñas universidades.

### Profesional
Fue elegido en la decimocuarta posición del Draft de la NBA de 1976 por Washington Bullets, donde asumió el papel de suplente de Tom Henderson. En su segunda temporada en el equipo colaboró con 9,2 puntos y 3,7 asistencias en la consecución del título de la NBA, tras derrotar en las finales a Seattle Supersonics por 4 a 3.
Jugó dos temporadas más con los Bullets, hasta que en 1980 se convirtió en agente libre, fichando por Detroit Pistons en busca de más minutos, recibiendo su anterior equipo como compensación dos futuras rondas del draft. Pero en su nuevo equipo continuó siendo suplente, jugando poco más de 20 minutos por partido, en los que promedió 7,4 puntos y 3,4 asistencias. Tras la disputa de un único partido de la temporada 1981-82, fue despedido.
Tras pasar el resto de la temporada en blanco, decidió continuar su carrera profesional en la liga italiana, fichando por el Banco di Roma. Allí rápidamente se convirtió en el ídolo de la afición, jugando prácticamente todos los minutos posibles, y promediando en su primer año 22,2 puntos y 3,3 rebotes por partido, llevando a su equipo a la consecución del título de liga,el único de su historia. Al año siguiente se harían también con el título en la Copa de Europa, siendo el jugador clave de la final ante el FC Barcelona, y con la Copa Intercontinental tras derrotar en la final al Obras Sanitarias de Argentina.
Al año siguiente fichó por el Fantoni Udine de la Serie A2, siendo el artífice del ascenso a la Serie A1, tras promediar 31,9 puntos por partido. Jugó una temporada más en Udine, para regresar al año siguiente al Virtus Roma, donde jugaría su última temporada como profesional.

### Entrenador
Tras dar por finalizada su etapa de jugador, regresó a su alma mater en 1990, ejerciendo como segundo entrenador durante dos temporadas. Posteriormente sería ojeador de Seattle Supersonics y de Washington Wizards, para en 1999 hacerse cargo como primer entrenador de los Grambling State Tigers. Allí permaneció durante 9 temporadas, hasta ser despedido en 2008, tras haber conseguido 88 victorias y 161 derrotas.

## Estadísticas de su carrera en la NBA

### Temporada regular
| Temp.   | Edad | Equipo     | Liga | P   | TIT | MIN  | TC  | TCA | %TC  | 3P  | 3PA | %3P  | TL  | TLA | %TL  | R.OF. | R.DEF. | REB | ASIS | ROB | TAP | PER | FP  | PTS |
| 1976-77 | 22   | Washington | NBA  | 78  |     | 18.2 | 3.4 | 7.6 | .440 |     |     |      | 1.1 | 1.5 | .765 | 0.4   | 0.8    | 1.3 | 3.0  | 0.7 | 0.1 |     | 2.2 | 7.8 |
| 1977-78 | 23   | Washington | NBA  | 70  |     | 20.9 | 4.0 | 8.1 | .496 |     |     |      | 1.1 | 1.5 | .710 | 0.4   | 1.0    | 1.5 | 3.7  | 1.0 | 0.2 | 1.9 | 2.8 | 9.2 |
| 1978-79 | 24   | Washington | NBA  | 73  |     | 22.7 | 3.8 | 8.1 | .469 |     |     |      | 1.7 | 2.3 | .744 | 0.7   | 1.3    | 1.9 | 4.1  | 0.9 | 0.2 | 1.6 | 2.3 | 9.3 |
| 1979-80 | 25   | Washington | NBA  | 76  |     | 16.9 | 3.0 | 6.6 | .458 | 0.1 | 0.2 | .250 | 1.3 | 1.4 | .889 | 0.5   | 1.1    | 1.6 | 2.9  | 0.6 | 0.2 | 1.4 | 1.9 | 7.3 |
| 1980-81 | 26   | Detroit    | NBA  | 45  |     | 22.2 | 3.1 | 6.7 | .462 | 0.0 | 0.2 | .286 | 1.2 | 1.5 | .803 | 0.6   | 1.4    | 2.0 | 3.4  | 0.9 | 0.2 | 1.6 | 2.5 | 7.4 |
| 1981-82 | 27   | Detroit    | NBA  | 1   | 0   | 6.0  | 0.0 | 1.0 | .000 | 0.0 | 0.0 |      | 0.0 | 0.0 |      | 0.0   | 0.0    | 0.0 | 0.0  | 0.0 | 0.0 | 1.0 | 2.0 | 0.0 |
| Total   |      |            | NBA  | 343 | 0   | 19.9 | 3.5 | 7.5 | .465 | 0.0 | 0.2 | .261 | 1.3 | 1.6 | .777 | 0.5   | 1.1    | 1.6 | 3.4  | 0.8 | 0.2 | 1.6 | 2.3 | 8.2 |

### Playoffs
| Temp.   | Edad | Equipo     | Liga | P  | MIN | TCA | TC  | 3PA | 3P | TLA | TL | R.OF. | REB | ASIS | ROB | TAP | PER | FP  | PTS | %TC  | %3P  | %FT  | MIN  | PTS  | REB | AST |
| 1976-77 | 22   | Washington | NBA  | 8  | 104 | 19  | 39  |     |    | 15  | 21 | 1     | 7   | 16   | 7   | 1   |     | 18  | 53  | .487 |      | .714 | 13.0 | 6.6  | 0.9 | 2.0 |
| 1977-78 | 23   | Washington | NBA  | 21 | 402 | 76  | 163 |     |    | 19  | 25 | 7     | 31  | 67   | 17  | 2   | 25  | 58  | 171 | .466 |      | .760 | 19.1 | 8.1  | 1.5 | 3.2 |
| 1978-79 | 24   | Washington | NBA  | 18 | 331 | 62  | 129 |     |    | 27  | 30 | 12    | 25  | 44   | 10  | 4   | 27  | 49  | 151 | .481 |      | .900 | 18.4 | 8.4  | 1.4 | 2.4 |
| 1979-80 | 25   | Washington | NBA  | 2  | 33  | 9   | 17  | 0   | 1  | 4   | 5  | 1     | 2   | 6    | 3   | 0   | 3   | 6   | 22  | .529 | .000 | .800 | 16.5 | 11.0 | 1.0 | 3.0 |
| Total   |      |            | NBA  | 49 | 870 | 166 | 348 | 0   | 1  | 65  | 81 | 21    | 65  | 133  | 37  | 7   | 55  | 131 | 397 | .477 | .000 | .802 | 17.8 | 8.1  | 1.3 | 2.7 |